# إعدام نمر النمر
كانَ الشيخ نمر باقر النمر أحد أبرز رجال الدين الشيعة في المملكة العربية السعودية. زادت شهرته بعدما تمّ إعدامه هو و46 شخصًا آخرين في 2 كانون الثاني/يناير 2016 وذلك بتهم تتعلقُ بالإرهاب. من بينِ من أُعدموا؛ كانَ هناك رجال دين منَ السنة ممن أدينوا بالتورط في الهجمات الإرهابية المرتبطة بتنظيم القاعدة والتي وقعت في عام 2003.

## التنفيذ
بحلول تشرين الأول/أكتوبر 2014؛ أقرت المحكمة العليا في المملكة العربية السعودية عقوبة الإعدام على النمر بعدّة تهم بما في ذلك عصيان ولي الأمر، التحريض على الفتنة الطائفية والتشجيع على المشاركة في المظاهرات. وفقا لمصادر أخرى -بما في ذلك رويترز- فإنّ النمر قد أُعدمَ بسبب انتقاده لملوك السعودية. في الثاني من كانون الثاني/يناير 2016 طبقت المملكة العربية السعودية حكمَ الإعدام في حقّ 47 من السجناء بمن فيهم النمر.

## الاحتجاجات

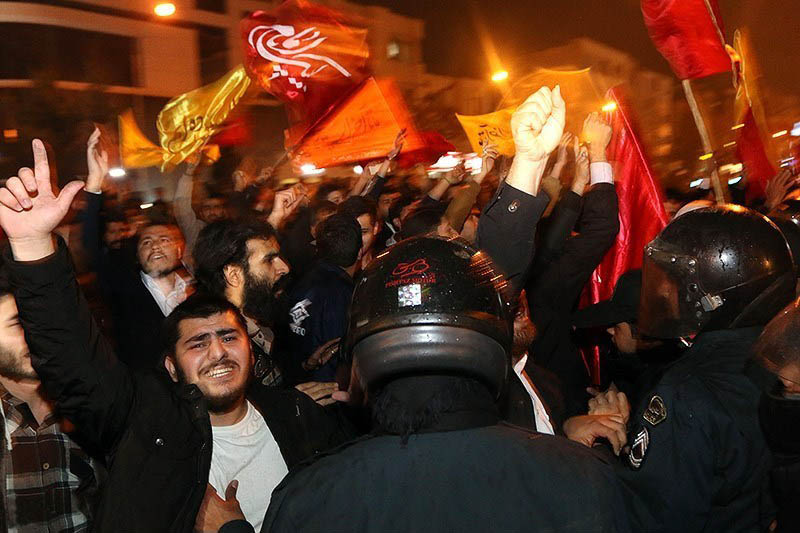
احتجاجات في مشهد أمام القنصلية السعودية.

اندلعت شرارة الاحتجاجات بعد تسرب خبر عزم المملكة السعودية على تنفيذ حُكم الإعدام في حق النمر. شملت الاحتجاجات الكثير من المدن بما في ذلك لندن، طهران، شيكاغو، تورونتو،  بالإضافة إلى «المدن المقدسة» على غرار قم ومشهد في إيران هذا ناهيك عن بعض مدن العراق،  لبنان، أفغانستان،  باكستان، الهند، جامو وكشمير، تركيا وكذلك أثينا في اليونان وواشنطن في الولايات المتحدة، ثم كانبرا في أستراليا.
خرجت كذلك جموع من الناس في محافظة القطيف وبالتحديد في المنطقة الشرقية من السعودية ثم توحدوا في الشوارع متجهين من العوامية إلى القطيف مرددين عدّة شعارات مثلَ «يسقط آل سعود». في الثاني من يناير من نفس العام؛ تجمّع المتظاهرون خارج السفارة السعودية في طهران وهم يهتفون «الموت لـ آل سعود». ازدادت شرارة الاحتجاجات بعدما قام متظاهر ما بإلقاء زجاجة حارقة على السفارة مما تسبّب في حرق بعض أجزائها. استمرت الاحتجاجات حتى الثالثة من صباح اليوم التالي؛ حينَها قامت الشرطة الإيرانية بإفراغ السفارة خشية على تطوّر الأمور. تدخلت شرطة مكافحة الشغب فتمكنت من القبض على 40 شخصا خلال الحادث. في السياق ذاته؛ ناشدت وزارة الخارجية الإيرانية الهدوء واحترام المقار الدبلوماسية،  لكن وبعد يوم من ذلك، نُظمت احتجاجات أخرى من قبل مئات من الإيرانيين في طهران. في الوقت ذاته؛ أكّدَ الرئيس روحاني على أن إلحاق الضرر بالسفارة السعودية «أمر لا يمكن تبريره». شملت الاحتجاجات أماكن أخرى مثلَ ما حصلَ في مدينة قم. نظّمَ مئات من الناس مظاهرة حاشدة في المنامة عاصمة البحرين. تميّزت هذه المظاهرة بحمل المتظاهرين لصور الشيخ النمر ثم سرعان ما تحولت المظاهرة السلميّة إلى اشتباكٍ مع الشرطة في البحرين وبخاصّة في قرية أبو صيبع. اجتمعَ المئات كذلك في قرية الديه وسترة مُرددين هتافات ضد المملكة العربية السعودية وضدّ آل سعود فضلا عن الأسرة السنية الحاكمة في البحرين. أمّا في العراق؛ فقد اقتحمَ المتظاهرون السفارة السعودية التي لم يتم افتتاحها رسميا حتى الآن. أظهرت لقطات فيديو انتشرت على مواقع التواصل هجوم صاروخي على السفارة السعودية في بغداد ردًا على قرارها إعدامها باقر. شهدت مدينة سريناجار عاصمة ولاية جامو وكشمير في الهند هي الأخرى احتجاجات كبيرة مع رفع لافتات تهين حكام السعودية. نظّم المتظاهرون مسيرة باتجاه مكتب الأمم المتحدة في سوناوار إلا أن الشرطة اعترضتها. اندلعت احتجاجات مماثلة في منطقة كارجيل حيث دعت المنظمات الدينية إلى الحداد ثلاثة أيام.

### الأحداث اللاحقة
بحلول الخامس من كانون الثاني/يناير 2016 اجتمعَ مئات المتظاهرين من البوذيين، المسيحيين والمسلمين (الشيعة والسنة) في ليه وكارجيل لإظهار تضامنهم مع حقوق الإنسان حيث أشعلوا ضوء الشموع ورفعوا لافتات ضد إعدام الشيخ النمر.

## ردود الفعل
الأطراف المعنية
- السعودية:
  - ذكرَ الشيخ النمر شقيق محمد النمر أن الحركة المؤيدة للديمقراطية في المملكة العربية السعودية من شأنها إيقافُ تنفيذ هذا الحُكم.[24] ووصف شقيقه بأنه «متواضع ومتدين ويعيش حياته ببساطة ... كل هذا جعله ذو جاذبية ومميز نوعًا ما لذلك فإنّ إعدامه سيتسبب في غضب وسط الشباب.[25]»
  - استدعت المملكة العربية السعودية استدعت السفير الإيراني في الرياض وذلك على خلفية ما اعتبرته تصريحات مسؤولي إيران «المعادية» للسعودية.
  - قطعت المملكة العربية السعودية علاقاتها الدبلوماسية مع إيران.[26]

- الأمم المتحدة
  - أعربَ الأمين العام للأمم المتحدة بان كي مون اعرب عن استيائه من إعدام نمر النمر.[27][28] عبّر في الوقت ذاته عن عميق قلقه إزاء قطع السعودية لعلاقاتها الدبلوماسية مع إيران.[29]
  - شجبَ المفوض السامي للأمم المتحدة لحقوق الإنسان زيد رعد الحسين إعدام النمر وأكد على أن ما حصلَ «تطور مقلق» خاصّة أنّ النمر لم يرتكب أي جريمة بموجب القانون الدولي مضيفا في السياق نفسه على أن عقوبة الإعدام لا يجب أن تُنفذ إلا قبل تعريض الشيخ لمحاكمة العادلة بما في ذلك الشفافية الكاملة في جميع مراحل العملية.[30]
- الاتحاد الأوروبي
  - أدانت الممثلة السامية للشؤون الخارجية والسياسة الأمنية للاتحاد الأوروبي فيديريكا موغيريني تنفيذ الحُكم مشيرة إلى أن ما حصلَ يثير مخاوف جدية بشأن حرية التعبير واحترام الحقوق المدنية والسياسية الأساسية.[31]

باقي دول العالم
- ألمانيا قالت ألمانيا عبر المتحدث الرسمي لوزارة الخارجية أن إعدام نمر النمر يعزز المخاوف حول تزايد التوتر في المنطقة، موضحًا أن عقوبة الإعدام هي عقوبة غير إنسانية ومرفوضة في جميع الظروف.[32]
- الإمارات العربية المتحدة: أعلنت الإمارات العربية المتحدة تأييدها للإجراءت التي اتخذتها السعودية في إعدام نمر النمر مع 47 إرهابي آخريين.[33]
- الولايات المتحدة: عبرت الولايات المتحدة الأمريكية عن قلقها من إعدام نمر النمر وقالت أنه يمكن أن يفاقم التناحر الطائفي في الشرق الأوسط.[34] ودعت الرياض إلى احترام حقوق الإنسان.[35]
- إيران: أدان قائد الثورة الإسلامية في إيران علي خامنئي بشدة تنفيذ حكم الإعدام بحق رجل الدين الشيعي نمر باقر النمر وقال أنه سيطال الانتقام الإلهي للساسة السعوديين.[36][37] وهددت الحكومة الإيرانية الحكومة السعودية بأنها «ستدفع ثمن إعدام النمر باهظاً».[38] دانت الحرس الثورة الاسلامية في إيران بشدة إقدام النظام السعودي على إعدام نمر باقر النمر، واعتبره سلوك يماثل ما يقوم به داعش، وأكدت بأن انتقاما شديدا ينتظر هذا النظام.[39][40] اقتحم محتجون إيرانيون غاضبون السفارة السعودية في طهران ورشقوها بالزجاجات الحارقة وخربوا بعض محتوياتها قبل أن تتدخل الشرطة.[41][42][43]
- باكستان: أعلن مجلس وحدة المسلمين في باكستان استنكاره لإعدام النمر وبأنه سيخرج في تظاهرات في مدينة كراتشي.[44]
- البحرين: خرجت مظاهرات بعد يوم من إعدام نمر النمر[45]، من جهة أخرى أيدت الحكومة البحرينية خطوات السعودية ضد الإرهاب.[46]
- المملكة المتحدة عبرت بريطانيا أن أحكام الإعدام خطأ كبير وأدانت تنفيذ الأحكام.[47]
- السعودية: خرجت مظاهرات في القطيف والمدن الشرقية ذات الغالبية الشيعية بسبب إعدام نمر النمر.[45] أقام أهالي العوامية، في 12 فبراير، عزاءاً تأبيناً بمناسبة أربعين الشيخ نمر النمر.[48]
- العراق : استنكرت دار إفتاء أهل السنة والجماعة في العراق اعدام النمر،[49] واستنكر نائب رئيس الجمهورية نوري المالكي إعدام النمر.[50] وصف المرجع الشيعي آية الله علي السيستاني، إعدام نمر النمر في السعودية ب “الظلم والعدوان” وذلك في رسالة بعثها إلى أهالي محافظة القطيف شرق السعودية.[51][52][53][54] اعتبر حيدر العبادي اعدام النمر صدمة شديدة.[55]
- فرنسا: دعت فرنسا المسؤولين في الشرق الأوسط إلى تفادي تأجيج التوتر الطائفي والديني” في المنطقة، بعد إعدام النمر.[56]
- فلسطين: أعلنت الجبهة الشعبية لتحرير فلسطين أن قرار إعدام النمر إجرامي وأن السعودية تزيد الفتنة.[57]
- كندا عبرت كندا عبر وزير خارجيتها عن شجبها لأحكام الإعدام الصادرة بحق المتهمين بما فيهم النمر.[58]
- لبنان: استنكر المجلس الإسلامي الشيعي الأعلى في لبنان إعدام النمر،[59] وأدان حزب الله اغتيال نمر النمر.[60] شنّ أمين عام حزب الله، السيد حسن نصر الله، هجوماً واسعاً على النظام السعوديّ على خلفية جريمة إعدام نمر النمر.[61][62][63]
- مصر: اعتبر الأزهر الأحكام التي خرجت ضد السبع والأربعون سجين من ضمنهم النمر بأنها أحكام الله وأدان أعمال الشغب في القنصلية والسفارة السعودية في كل من مشهد وطهران.[64]
- اليمن: قالت جماعة الحوثي أنها عبرت عن معارضتها لإعدام السلطات السعودية الشيخ نمر النمر وأخرجت بيان مطول وصفت به نظام آل سعود بالمجرم على حسب قولهم.[65]

المنظمات غير الحكومية
- ندّدت هيومن رايتس ووتش بما تفعله السعودية ووصفت في بيان رسمي لها: «عمليات الإعدام هي وصمة عار في جبين المملكة العربية السعودية التي لها سجل مُقلق في حقوق الإنسان.» أمّا سارة ليا ويتسون المديرة التنفيذية لقسم الشرق الأوسط في المنظمة فقد ذكرت التالي: «سيتسبب إعدامه إضافة إلى الاضطرابات الطائفية مزيدًا من التوتر في المنطقة الشرقية من السعودية كما ستزيد سياسة التمييز المنهجي ضد المواطنين الشيعة.»
- أكّدت منظمة العفو الدولية على أن مُحاكمة الشيخ النمر كانت محاكمة سياسية جائرة وذلكَ لتصفية الحسابات السياسية.[66][67]